# Trolejbusy w Ramsbottom
Trolejbusy w Ramsbottom – zlikwidowany system trolejbusowy w mieście Ramsbottom w Anglii, w Wielkiej Brytanii. Został otwarty 14 sierpnia 1913 r. i zamknięty 31 marca 1931 r.
Na tle pozostałych, nieistniejących już systemów trolejbusowych w Wielkiej Brytanii, system w Ramsbottom był niewielki; istniała jedna linia, maksymalnie posiadano siedem trolejbusów. Do dziś nie zachował się żaden z nich.

## Historia
Trolejbusy w Ramsbottom uruchomiono 14 sierpnia 1913 r. Nietypową cechą systemu było to, że nie powstał on jako zastępstwo za zlikwidowany system tramwajowy. Został zamknięty dość szybko, 31 marca 1931 r., choć już od 14 stycznia 1929 r. trolejbusy były dublowane przez autobusy kursujące częściej. Istniała tylko jedna linia, od stacji kolejowej Holcombe Brook do Edenfield z krótkim odgałęzieniem od Market Place w Ramsbottom do stacji kolejowej Ramsbottom, które zamknięto już 5 października 1914 r. Częstotliwość kursowania była równa 30 minut.